# Ernest Richard
Pour les articles homonymes, voir Ernest Richard (vice-amiral) et Richard.
Ernest Richard (1922-2006) est un homme politique canadien.

## Biographie
Ernest Richard nait à Shippagan le 1er mai 1922, de Edmond Richard et Marie-Anne Paquet. Il fut élu à l'Assemblée législative du Nouveau-Brunswick le 28 juin 1948 en tant que libéral. Il fut réélu le 22 septembre 1952, le 18 juin 1956, le 27 juin 1960, le 22 avril 1963 et le 23 octobre 1967. Il fut également ministre provincial des Pêches jusqu'à sa retraite en 1970, maire de Shippagan de 1958 à 1959 et président de l'Assemblée législative du Nouveau-Brunswick de 1960 à 1963. Il meurt à Shippagan le 25 septembre 2006.